# Фігурне катання на літніх Олімпійських іграх 1920 — одиночне катання (жінки)
Змагання турніру в одиночній жіночій програмі з фігурного катання на літніх Олімпійських іграх 1920 відбувалися 25 квітня. Усі змагання пройшли в Палаці де Глез в Антверпені. У змаганнях брали участь 9 фігуристів зі 6 країн світу.
Золоту медаль виграла шведська фігуристка Магда Юлін . У той час вона була на третьому місяці вагітності. Срібна медаль отримала Свеа Нурен.
Тереза Вельд викликала деякі розбіжності між суддями, виконавши сальхов та рітбергер. Такі стрибки не були стандартними на той час для жіночої програми, тому судді занижували оцінки, але вона виборола бронзову медаль. Вона була першою жінкою, що підкорила ці стрибки.

## Медалісти
| Золото     | Срібло     | Бронза       |
| Магда Юлін | Свеа Нурен | Тереза Вельд |
|            |            |              |

## Результати

### Медальний залік
| Поз. | Атлети             | Країна          | СП   | УБ     |
| ---- | ------------------ | --------------- | ---- | ------ |
| 1    | Магда Юлін         | Швеція          | 12,0 | 913,50 |
| 2    | Свеа Нурен         | Швеція          | 12,5 | 887,75 |
| 3    | Тереза Вельд       | США             | 15,5 | 898,00 |
| 4    | Філліс Джонсон     | Велика Британія | 18,5 | 869,50 |
| 5    | Маргот Моє         | Норвегія        | 22,5 | 859,75 |
| 6    | Інгрід Гулбрандсен | Норвегія        | 24,0 | 847,50 |

#### Обов'язкова програма
| Поз. | Атлети             | Вік | Країна          | СП   | УБ     |
| ---- | ------------------ | --- | --------------- | ---- | ------ |
| 1    | Магда Юлін         | 25  | Швеція          | 7,0  | 553,50 |
| 2    | Свеа Нурен         | 24  | Швеція          | 15,0 | 511,75 |
| 3    | Філліс Джонсон     | 33  | Велика Британія | 17,0 | 509,50 |
| 4    | Маргот Моє         | 21  | Норвегія        | 18,0 | 499,75 |
| 5    | Тереза Вельд       | 26  | США             | 21,0 | 488,00 |
| 6    | Інгрід Гулбрандсен | 20  | Норвегія        | 27,0 | 467,50 |

#### Довільна програма
| Поз. | Атлети             | Вік | Країна          | СП   | УБ     |
| ---- | ------------------ | --- | --------------- | ---- | ------ |
| 1    | Тереза Вельд       | 26  | США             | 9,0  | 410,00 |
| 2    | Інгрід Гулбрандсен | 20  | Норвегія        | 14,0 | 380,00 |
| 3    | Свеа Нурен         | 24  | Швеція          | 16,0 | 376,00 |
| 4    | Магда Юлін         | 25  | Швеція          | 21,0 | 360,00 |
| 5    | Філліс Джонсон     | 33  | Велика Британія | 22,0 | 360,00 |
| 6    | Маргот Моє         | 21  | Норвегія        | 23,0 | 360,00 |

Рефері:  Віктор Ландквіст
Судді:
- Август Андерберг
- Луї Маґнус
- Макс Орбан
- Кнут Ерн Мейніч
- Герберт Іглезіс
- Едуард Дельпі
- Вальтер Якубссон